# Leopoldo Milá Sagnier
Leopoldo Milà Sagnier (Barcelona, 1921- 2006) fue un diseñador industrial español, fundador de las empresas Polinax y DAE. 
Fue el diseñador de la motocicleta Impala, de Montesa, a principios de los años 1960, gracias al cual recibió el premio FAD, al mejor diseño industrial. En poco tiempo, se convirtió en un icono del motociclismo de la época. Para demostrar la calidad de la Impala, tres Montesas Impala de preserie atravesaron todo el continente de África, desde Ciudad del Cabo a Túnez, en un viaje que se denominó "operación Impala". De la brillante trayectoria de Milà, destacan la piezas de automoción de la citada Impala o la Montesa Cota 247, así como piezas de mobiliario, entre los cuales, se citan los pilotes Tente, la chimenea de Cadaqués, la baliza Topo o el banco Montseny, producidas por la firma DAE (Diseño-Ahorro-Energía), empresa fundada por el mismo Milà, que había dejado de presidirla en los últimos años de su vida.
Hijo del político José María Milá Camps, hermano del abogado José Luis Milá Sagnier y tío de los periodistas Mercedes y Lorenzo Milá.